# Ершов, Валентин Гаврилович
Валентин Гаврилович Ершов (21 января (по документам 21 июня) 1928, Москва — 15 февраля 1998 — Ленинский район, Московская область) — учёный, создатель космической техники, математик, космонавт-исследователь Академии наук СССР, старший научный сотрудник Института прикладной математики имени М. В. Келдыша, кандидат физико-математических наук.

## Биография

### Ранние годы и образование
Окончив в 1947 году среднею школу, поступил в Московский авиационный институт имени Серго Орджоникидзе. В 1953 году окончил его по специальности «инженер-механик по самолетостроению». Будучи студентом МАИ, работал фотографом, а так же на киностудии «Мосфильм». С сентября 1952 года по 1954 год работал в секретном оборонном конструкторском бюро п/я 1323 в начале должности старшего техника, затем — инженера.
С 1 января 1954 работал в особом КБ-2 МСМ (Главспецмаша (п/я 24)) Министерства среднего машиностроения Петра Дмитриевича Грушина. Участвовал в разработке зенитных управляемых ракет.
С сентября 1956 года работал в Отделении прикладной математики Академии наук СССР в качестве старшего инженера, а с 3 мая 1961 года — научного сотрудника.

### Космическая подготовка
Пройдя в сентябре-октябре 1966 года медицинское обследование в Центральном Военном Авиационном госпитале в качестве одного из кандидатов для отбора в группу космонавтов-учёных, которая являлась первым набором космонавтов Академии наук СССР, он получил допуск 31 октября 1966 года Главной Медицинской Комиссии (ГМК) к специальным тренировкам, а с 22 мая 1967 года входил в группу кандидатов в космонавты Академии Наук СССР.
С декабря 1966 года, проходя общекосмическую подготовку, участвовал в программе облёта Луны на космическом корабле Л-1, с июня 1967 года по июнь 1968 года в качестве космонавта-штурмана корабля Л-1. Так же принимал участие в разработке автономной системы навигации космического корабля Л-1. Но он так и оставался в резерве, не был включён в состав ни в одного из трёх экипажей для облёта Луны.
С сентября проходил подготовку по программе полёта на космическом корабле Союз 7К-ОК в составе группы космонавтов, но был переведён в резерв.
В 1974 году был отчислен из отряда из-за прогрессирующей глухоты и хотя этот диагноз не подтвердился, ситуация не поменялась. По мнению самого Ершова, он был отчислен из-за отказа вступить в КПСС.
С 1 августа 1980 года и до конца работал в Институте прикладной математики (ИПМ) имени М. В. Келдыша в должности старшего научного сотрудника. Ему удалось доказать теорему в области статистики независимых измерений, которая стала называться теоремой Эльвинга-Ершова. 28 декабря 1982 года защитил диссертацию и получил степень кандидата физико-математических наук.

## Воинское звание
- Младший инженер-лейтенант (29.05.1953)
- Инженер-лейтенант (08.07.1970).

## Награды
- Орден «Знак Почёта» (17.06.1961)
- Медаль «Ветеран труда» (07.04.1987)
- Медаль «В память 850-летия Москвы» (1997).

## Смерть
Умер 15 февраля 1998 года после тяжёлой болезни. Похоронен на кладбище «Ракитки».